# Chrysosoma pagdeni
Chrysosoma pagdeni är en tvåvingeart som beskrevs av Octave Parent 1937. Chrysosoma pagdeni ingår i släktet Chrysosoma och familjen styltflugor. Inga underarter finns listade i Catalogue of Life.